# Tenace (album)
 (mars 2023).
Si vous disposez d'ouvrages ou d'articles de référence ou si vous connaissez des sites web de qualité traitant du thème abordé ici, merci de compléter l'article en donnant les références utiles à sa vérifiabilité et en les liant à la section « Notes et références ».
Pour les articles homonymes, voir Tenace.
Albums de Mass Hysteria
Maniac
(2018)
Tenace est le dixième album studio du groupe de metal industriel français Mass Hysteria, qui est sorti en deux parties.
Tenace - Part 1 est sorti le 26 mai 2023 ; Tenace - Part 2 est quant à lui sorti le 27 octobre 2023. 
La pochette est conçue par Yann Heurtaux, guitariste du groupe.

## Liste des morceaux

### Tenace - Part 1
| No | Titre                          | Durée |
| -- | ------------------------------ | ----- |
| 1. | Tenace                         | 3:53  |
| 2. | Allégorie dans la brume        | 5:12  |
| 3. | Mass veritas                   | 3:52  |
| 4. | Le triomphe du réel            | 3:34  |
| 5. | L’art des tranchées            | 3:28  |
| 6. | Encore sous pression           | 3:59  |
| 7. | Le grand réveil (feat. Fréhel) | 2:41  |

### Tenace - Part 2[3]
| No | Titre                 | Durée |
| -- | --------------------- | ----- |
| 1. | L’inversion des pôles | 4:33  |
| 2. | L’air bien            | 6:05  |
| 3. | Washington décès      | 4:09  |
| 4. | Un Assange passe      | 4:37  |
| 5. | Ex-voto               | 3:50  |
| 6. | L’émotif impérieux    | 4:56  |
| 7. | Le club du feu        | 4:43  |

## Crédits
- Mouss Kelai — chant
- Yann Heurtaux — guitare
- Frédéric Duquesne — guitare
- Jamie Ryan — basse
- Raphaël Mercier — batterie